# Biet Golgotha
Biet Golgotha o «Casa del Gólgota» (también denominada Biet Golgotha-Selassie) es una iglesia de culto ortodoxo etíope situada en Lalibela, en la región de Amhara, en Etiopía.
Es una de las once iglesias rupestres de la ciudad que fueron declaradas Patrimonio de la Humanidad por la Unesco en el año 1978, y forma parte del grupo de seis iglesias situado al noroeste.
Biet Golgotha es de tipo monolítico. El edificio cuenta con numerosos bajorrelieves de santos, la tumba de Cristo y un nacimiento, así como la «Tumba de Adán» y la del rey Lalibela.
La capilla contigua llamada Selassie es de tipo hipogeo y planta trapezoidal. Cuenta con un ábside, una columna central y una ventana ojival, y alberga tres altares ornados de cruces esculpidas y bajorrelieves que representan a los cuatro evangelistas.